# Bad Sisters
Bad Sisters, ou Sœurs complices au Québec, est une série télévisée irlandaise créée par Sharon Horgan et diffusée depuis le 19 août 2022 sur Apple TV+.
Située entre Londres et Dublin, elle est basée sur la série flamande Clan, créée par Malin-Sarah Gozin.

## Synopsis
Les sœurs Garvey sont très unies et se sont toujours entraidées. Lorsque leur beau-frère meurt, la compagnie d'assurance de ce dernier ouvre une enquête pour prouver qu'il y a eu un acte de malveillance et se tourne vers les sœurs, chacune d'entre elles ayant une bonne raison de le tuer.

## Distribution

### Acteurs principaux
- Sharon Horgan (VF : Rafaèle Moutier) : Eva Garvey
- Anne-Marie Duff (VF : Marie-Laure Dougnac) : Grace Williams
- Eva Birthistle (VF : Barbara Beretta) : Ursula Flynn
- Sarah Greene (VF : Olivia Luccioni) : Bibi Garvey
- Eve Hewson (VF : Nastassja Girard) : Rebecka « Becka » Garvey
- Claes Bang (VF : Bruno Choël) : John Paul Williams
- Brian Gleeson (VF : Gilduin Tissier) : Thomas Claffin
- Daryl McCormack (VF : Mike Fédée) : Matthew Claffin
- Assaâd Bouab (VF : lui-même) : Gabriel

### Acteurs récurrents
- Yasmine Akram (VF : Julie François) : Nora Garvey
- Peter Coonan : Ben
- Lloyd Hutchinson (VF : Michel Vigné) : Gerald Fisher
- Seána Kerslake : Theresa Claffin
- Nina Norén (VF : Catherine Lafond) : Minna Williams
- Jonjo O'Neill (VF : Jean Rieffel) : Donal Flynn
- Saise Quinn : Blánaid Williams
- Michael Smiley : Roger Muldoon
- Barry Ward : Fergal Loftus

 Source et légende : version française (VF) sur RS Doublage

## Production

### Développement
En septembre 2021, il a été officiellement annoncé que Sharon Horgan co-écrirait, produirait et jouerait dans ce qui était alors intitulé Emerald pour Apple TV+ et développé par sa société de production Merman. Malin-Sarah Gozin, la créatrice de Clan (série d'inspiration), est intégrée au projet en tant que productrice exécutive aux côtés de Bert Hamelinck et Michael Sagol pour la société Belgian Caviar Films. Sont également producteurs exécutifs Faye Dorn et Clelia Mountford pour la société Merman ainsi que Brett Baer et Dave Finkel,.
À la mi-juin 2022, Apple TV+ annonce que la diffusion du programme débutera le 19 août suivant avec ses deux premiers épisodes,.
Le 8 novembre 2022, la série est renouvelée pour une deuxième saison.

### Attribution des rôles
Initialement des rumeurs affirmaient que la distribution incluait Assaad Bouab, Eve Hewson et Brendan Gleeson. La distribution a été confirmée plus tard en mars 2022, avec Anne-Marie Duff, Eva Birthistle et Sarah Greene et Eve Hewson pour jouer aux côtés de Sharon Horgan,. Plus tard, Claes Bang, Brian Gleeson, Daryl McCormack, Assaâd Bouab et Saise Quinn complètent l'ensemble.

### Tournage
Les principaux tournages ont eu lieu en 2021, les acteurs et l'équipe auraient notamment tournés dans et autour de Dublin à des endroits tels que Sandycove, the Forty Foot, Howth et Malahide en août, le tournage se serait également déroulé à Belfast,.

## Épisodes

### Première saison (2022)
1. Le Gland (The Prick)
2. L'Heure des comptes (Explode a Man)
3. Révélations (Chopped Liver)
4. La Petite Becka (Baby Becka)
5. Œil pour œil (Eye for an Eye)
6. L'Anniversaire (Splash)
7. Repose en paix (Rest in Peace)
8. La Pure vérité (The Cold Truth)
9. Tous les coups sont permis (Going Rogue)
10. Coup de grâce (Saving Grace)

### Deuxième saison (2024)
Note : Pour les informations de renouvellement voir la section Production.
Elle est mise en ligne hebdomadairement depuis le 13 novembre 2024.
1. Mes chères sœurs (Good Sisters)
2. Les Remords (Penance)
3. Disparue (Missing)
4. Un suspect potentiel (Person of Interest)
5. Boum (Boom)
6. Qui, par l'eau ? (Who by Water)
7. Encore un gland (How to Pick a Prick)
8. Suspense (Cliff Hanger)